# スルタン・イスマイル・ナシルディン・シャー・スタジアム
スルタン・イスマイル・ナシルディン・シャー・スタジアム(マレー語: Stadium Sultan Ismail Nasiruddin Shah)は、マレーシアのトレンガヌ州クアラトレンガヌにある多目的スタジアムである。

## 概要
収容人数は25,000人。主にサッカーの試合に用いられ、マレーシアサッカーリーグに所属するトレンガヌFAがホームスタジアムとして使用している。

## 交通アクセス
スルタン・マフムード空港よりタクシーで約10分。